# Äventyrsmagasinet
Äventyrsmagasinet var namnet på en bokserie utgiven av Pingvinförlaget i Göteborg 1940-1957. Häftena, oftast på 64 sidor, utkom varannan vecka och sades innehålla "en fullt avslutad förströelseroman". Ansvarig utgivare var Douglas Elander (1899-1962), som under samma tidsperiod också var ansvarig utgivare för månadstidningen Tidsfördrif och veckotidningen En rolig halvtimme. Douglas Elander var från 1944 chef för Elanders.
Häftena i Äventyrsmagasinet innehöll såväl översättningar som originaltexter av författare som Olof Hoffsten, Torsten Scheutz, Eskil Edén (f. 1886) och dansken Erik Volmer Jensen (1912-1993). Från 1944 anges i stort sett samtliga historier vara skrivna av Jörgen Rastholt.